# Gerrit den Butter
Gerrit den Butter (Rotterdam, 1 november 1943) is een voormalig profvoetballer van Excelsior.
Den Butter speelde zijn hele loopbaan voor Excelsior. In het begin van de jaren zestig debuteerde hij voor de Rotterdammers, waarmee hij afwisselend in de eerste en tweede divisie uitkwam. In 1970 promoveerde de verdediger met Excelsior naar de eredivisie. 
In 1975 zette hij na bijna 400 wedstrijden voor de Kralingers een punt achter zijn loopbaan in het betaalde voetbal.
Gerrit den Butter is de oudere broer van Aad den Butter die eveneens voor Excelsior uitkwam.

## Carrièrestatistieken
| Seizoen         | Club            | Land            | Competitie       | Competitie | Competitie | Beker | Beker | Internationaal | Internationaal | Overig | Overig | Totaal | Totaal |
| Seizoen         | Club            | Land            | Competitie       | Wed.       | Dlp.       | Wed.  | Dlp.  | Wed.           | Dlp.           | Wed.   | Dlp.   | Wed.   | Dlp.   |
| --------------- | --------------- | --------------- | ---------------- | ---------- | ---------- | ----- | ----- | -------------- | -------------- | ------ | ------ | ------ | ------ |
| 1961/62         | Excelsior       | Nederland       | Eerste divisie B | –          | –          | –     | 0     | 0              | 0              | 0      | 0      | –      | –      |
| 1962/63         | Excelsior       | Nederland       | Eerste divisie   | –          | –          | –     | 0     | 0              | 0              | 0      | 0      | –      | –      |
| 1963/64         | Excelsior       | Nederland       | Eerste divisie   | –          | –          | –     | 0     | 0              | 0              | 0      | 0      | –      | –      |
| 1964/65         | Excelsior       | Nederland       | Eerste divisie   | –          | –          | –     | 0     | 0              | 0              | 0      | 0      | –      | –      |
| 1965/66         | Excelsior       | Nederland       | Tweede divisie B | –          | 0          | –     | 0     | 0              | 0              | 0      | 0      | –      | 0      |
| 1966/67         | Excelsior       | Nederland       | Tweede divisie   | –          | 1          | –     | –     | 0              | 0              | 0      | 0      | –      | 1      |
| 1967/68         | Excelsior       | Nederland       | Tweede divisie   | –          | 0          | –     | 0     | 0              | 0              | 0      | 0      | –      | 0      |
| 1968/69         | Excelsior       | Nederland       | Tweede divisie   | –          | 1          | –     | 0     | 0              | 0              | 0      | 0      | –      | 1      |
| 1969/70         | Excelsior       | Nederland       | Eerste divisie   | –          | –          | –     | 0     | 0              | 0              | 0      | 0      | –      | –      |
| 1970/71         | Excelsior       | Nederland       | Eredivisie       | –          | –          | 2     | 1     | 0              | 0              | 0      | 0      | –      | –      |
| 1971/72         | Excelsior       | Nederland       | Eredivisie       | –          | –          | –     | 0     | 0              | 0              | 0      | 0      | –      | –      |
| 1972/73         | Excelsior       | Nederland       | Eredivisie       | –          | –          | –     | 0     | 0              | 0              | 0      | 0      | –      | –      |
| 1973/74         | Excelsior       | Nederland       | Eerste divisie   | –          | –          | –     | 0     | 0              | 0              | 0      | 0      | –      | –      |
| 1974/75         | Excelsior       | Nederland       | Eredivisie       | –          | –          | –     | 0     | 0              | 0              | 0      | 0      | –      | –      |
| Carrière totaal | Carrière totaal | Carrière totaal | Carrière totaal  | –          | –          | –     | 1     | 0              | 0              | 0      | 0      | –      | –      |

## Erelijst
Excelsior
| Nationaal      |    |         |
| Eerste divisie | 1x | 1973/74 |